# Hok Sochetra
Hok Sochetra (Phnom Penh, 27 de julho de 1974) é um ex-futebolista cambojano que atuava como atacante.
Em toda sua carreira só atuou por times de Camboja e sempre teve um estilo goleador. Atualmente é técnico de futebol, tendo o cargo na seleção cambojiana desde 2012.

## Seleção Nacional
Hok Sochetra é ainda o maior goleador da Seleção Cambodjana de Futebol com um total de 42 gols.
Ele se aposentou da seleção no ano de 2006,após sua seleção ser eliminada na fase inicial das Eliminatórias da Copa do Mundo FIFA de 2006.